# Raffaele Calzini
Raffaele Calzini (né à Milan le 29 décembre 1885 - mort à Cortina d'Ampezzo le 2 septembre 1953) est un écrivain italien.

## Biographie
Raffaele Calzini a reçu le Prix Viareggio en 1934.

## Œuvres
- La commediante veneziana, Milan, V. Bompiani, 1978
- Milano fin de siecle : 1890-1900, illustrations de Sandro Angelini, Milan, U. Hoepli, 1946
- Edmea, Milan, A. Mondadori, 1945
- La bella italiana : da Botticelli a Spadini, Milan, Editoriale Domus, 1945
- Gloria, Milan, Garzanti, 1945
- Amanti, Milan, A. Mondadori, 1941
- Lampeggia al Nord di Sant'Elena, Milan, A. Garzanti, 1941
- Il taciturno, Milan, A. Mondadori, 1939
- Trionfi e disfatte di nuova York, Milan, Ceschina, 1937
- Agonia della Cina, Milan, A. Mondadori, 1937
- La commediante veneziana, Milan, Mondadori, 1935 inspiré par les aventures de la comédienne Teodora Ricci, contées par Carlo Gozzi dans ses Mémoires inutiles
- Segantini, romanzo della montagna, Milan, A. Mondadori, 1934
- Un cuore e due spade, Milan, Tumminelli, 1932
- La collana d'ambra, Milan, Treves, 1928
- La tela di Penelope, Rome, A. Mondadori, 1922
- L'amore escluso, Milan, Ed. Sonzogno, 1920